# 西兰司琼
西兰司琼（INN：cilansetron）是一种实验药物，是索尔维集团正在开发的5-HT3受体拮抗剂。
研究表明，该药物可以改善患有腹泻型肠易激综合征的患者的生活质量。西兰司琼是第一个专为肠易激综合症设计的5-HT拮抗剂，对男性和女性均有效。
2005年，索尔维收到美国食品和药物管理局的答复，称西兰司琼需要进行额外的临床试验才可批准；进一步的开发已停止。